# Nolana balsamiflua
Nolana balsamiflua ist eine Pflanzenart aus der Gattung Nolana in der Familie der Nachtschattengewächse (Solanaceae).

## Beschreibung
Nolana balsamiflua sind kleine, ausdauernde Sträucher mit einer Wuchshöhe von 1 bis 1,5 m. Sie sind stark verzweigt und dicht belaubt. Die Behaarung besteht aus kurzen, drüsigen und klebrigen Trichomen. Die Laubblätter stehen wechselständig, sind 5 bis 7 mm lang und pfriemförmig, an der Basis sind sie verbreitert.
Die Blüten stehen einzeln an 2 mm langen Blütenstielen. Der Kelch ist 7 bis 9 mm lang und besitzt eine kraterförmige Kelchröhre. Diese ist mit fünf pfriemförmigen Kelchzähnen besetzt, deren Rand zurückgebogen ist. An der Frucht vergrößert sich der Kelch. Die Krone ist trichter- bis glockenförmig, 2,5 bis 2,7 mm lang und lila gefärbt. Die Staubblätter sind ungleich lang, die längeren werden etwa 12 mm lang, die kürzeren 9 mm. Die Staubfäden sind an der Basis nicht verbreitert und unbehaart. Der Blütenboden ist schüsselförmig, der Rand ist grob gebuchtet. Der endständige Griffel wird 5 mm lang, die Narbe ist köpfchenförmig.
Die Frucht besteht aus drei trockenen Teilfrüchten, in denen sich jeweils zwei bis drei Samen befinden.

## Vorkommen
Nolana balsamiflua kommt endemisch in der chilenischen Región de Antofagasta in der Nähe von Tocopilla vor. Sie wächst in Höhenlagen von etwa 500 m.